# Nannastacus spinosus
Nannastacus spinosus är en kräftdjursart som först beskrevs av Paulson 1875.  Nannastacus spinosus ingår i släktet Nannastacus och familjen Nannastacidae. Inga underarter finns listade i Catalogue of Life.